# 키키 호칸손
키키 호칸손(Kiki Håkansson, 1929년 7월 23일 ~ 2024년 11월 4일)은 스웨덴의 모델이다. 미스 월드 1951에서 우승을 차지했다.